# Maja Aleksić
Maja Aleksić (ur. 6 czerwca 1997 w Užicach) – serbska siatkarka, reprezentantka kraju, grająca na pozycji środkowej.

## Sukcesy klubowe
Superpuchar Serbii:
- 2013, 2014, 2015, 2017

Mistrzostwo Serbii:
- 2014, 2015, 2016, 2017, 2018

Puchar Serbii:
- 2015, 2016

Puchar CEV:
- 2025[7]
- 2019

Mistrzostwo Rumunii:
- 2019, 2020
- 2021

Puchar Rumunii:
- 2019, 2021

Puchar Challenge:
- 2021

Puchar Francji:
- 2022[8]

Mistrzostwo Francji:
- 2022[9]

## Sukcesy reprezentacyjne
Mistrzostwa Europy Juniorek:
- 2014

Mistrzostwa Świata:
- 2018, 2022[10]

Mistrzostwa Europy:
- 2019[11]
- 2023[12]

Igrzyska Olimpijskie:
- 2020[13]

Liga Narodów:
- 2022[14]

## Nagrody indywidualne
- 2013: Najlepsza zagrywająca Mistrzostw Europy Kadetek[15]
- 2014: Najlepsza środkowa Mistrzostw Europy Juniorek
- 2015: Najlepsza środkowa Mistrzostw Świata Juniorek[16]